# SSV Ulm 1846
Schwimm- und Sportverein Ulm 1846 e.V. é uma agremiação esportiva alemã, fundada a 12 de abril de 1846, e sediada na cidade de Ulm, no estado de Baden-Württemberg. É uma das sociedades mais antigas da nação. Os cerca de 12.000 sócios membros praticam várias modalidades de esporte. A partir de 1924 passou a praticar o futebol.

## História

### TSG Ulm 1846
O mais antigo dos clubes foi fundado a 12 de abril de 1846 como Turnerbund Ulm, aproximadamente ao mesmo tempo que as primeiras tentativas foram feitas no que tange à codificação das regras do futebol na Inglaterra e décadas antes em que o jogo apareceria em uma forma reconhecível na Alemanha. O departamento de futebol tornou-se independente em 1926, como Ulmer Rasensport Verein e, em 1939, iria se fundir com o Ulmer Fußball Verein, o TB Ulm e o Ulm TV, para formar o TSG Ulm. Durante todo esse tempo o clube jogou em concorrência local antes de ingressar na Gauliga Württemberg, uma das dezesseis máximas divisões formadas em 1933 a partir da reorganização do futebol alemão pelo Terceiro Reich visando a temporada 1939-1940. O clube permaneceu nesse torneio até o final da Segunda Guerra Mundial. Depois do conflito, começou a atuar na segunda Oberliga Süd (II), promovendo avanços ocasionais à Süd Oberliga (I) para, no entanto, estadas de curta duração antes de cair novamente. Em 1963, com a formação da Bundesliga, o TSG Ulm 1846 disputou a Regionalliga Süd (II) por um par de temporadas antes de cair para o nível III e nível IV. Em 1968. o RSVgg Ulm se tornou parte do TSG Ulm 1846.

### 1. SSV Ulm
O 1. Spiel und Sportverein-Ulm foi formado em 1928 e, após duas temporadas no Bayern Bezirksliga, juntou-se à Württemberg Gauliga em 1933, bem antes do seu futuro parceiro. Depois da guerra, conduziu a sua união com o TSG 1846. Finalmente, em 1970, o 1. SSV Ulm fundiu-se com TSG 1846 para formar o clube atual.

### SSV Ulm 1846
Na época da fusão ambos os clubes atuavam no nível III da Amateurliga Württemberg e continuariam a fazê-lo por quase uma década. Em 1980, o clube reunido avançou para a segunda Bundesliga Süd e gastaria seis dos próximos dez anos jogando nesse nível, no qual com exceção de um quinto lugar em 1982, seus resultados foram de nível ruim.
Depois de mais uma década no nível III da Amateur Oberliga Baden-Württemberg e Regionalliga Süd, o clube teria uma reviravolta inesperada. Após apenas uma temporada na Bundesliga 2, com um terceiro lugar que o levou à promoção à primeira divisão da Bundesliga para a temporada 1999-2000. Na temporada seguinte, o Ulm não pôde fazer melhor do que terminar a sua curta estada na elite do futebol alemão na modesta décima-sexta colocação e acabou devolvido à segunda divisão.
A temporada de 2000-2001 foi um desastre absoluto. Terminando na décima-sexta colocação, foram enviados de volta para a Regionalliga Süd (III). O estado caótico das finanças levou o clube à Verbandsliga Württemberg V, dado que a federação alemã negou a inscrição do time na Regionalliga. O Ulm, portanto, passou a trabalhar no seu caminho de retorno. Chegou à Oberliga Baden-Württemberg (IV), em 2002, e à Regionalliga, em 2008. Em 2009, o clube se envolveu em um escândalo de apostas, pois teve três jogadores supostamente envolvidos. Davor Kraljevic, Marijo Marinovic e Dinko Ravojevic.
Em janeiro de 2011, o Ulm foi declarado insolvente e os resultados da temporada foram anulados. O clube foi relegado à Oberliga Baden-Württemberg para 2011-12.

## Títulos
Liga
- Campeonato amador alemão
  - Campeão: 1996
  - 3. Liga: 2023/24
- Regionalliga Süd
  - Campeão: 1998
- Oberliga Baden-Württemberg
  - Campeão: (7) 1979, 1982, 1983, 1986, 1993, 1994, 2012
  - Vice-campeão: (5) 1992, 2003, 2005, 2007, 2008
- Amateurliga Württemberg
  - Campeão: (7) 1946‡, 1950‡, 1955†, 1972, 1973, 1977, 1978
  - Vice-campeão: (2) 1956†, 1974
- Verbandsliga Württemberg
  - Vice-campeão: 2002

Copa
- Copa Württemberg
  - Vencedor: (7) 1957†, 1982, 1983, 1992, 1994, 1995, 1997
  - Vice-campeão: (6) 1976, 1998, 2000¥, 2001¥, 2006, 2007
- ‡ Vencido pelo TSG Ulm 1846.
- † Vencido pelo SSV Ulm.
- ¥ Vencido pela equipe reserva.

## Crolonogia recente
A recente performance do clube:
| Temporada | Divisão                    | Módulo | Posição                       |
| 1999–2000 | Fußball-Bundesliga         | I      | 16° ↓                         |
| 2000–01   | 2. Bundesliga              | II     | 16° ↓                         |
| 2001–02   | Verbandsliga Württemberg   | V      | 2° ↑                          |
| 2002–03   | Oberliga Baden-Württemberg | IV     | 2°                            |
| 2003–04   | Oberliga Baden-Württemberg | IV     | 6°                            |
| 2004–05   | Oberliga Baden-Württemberg | IV     | 2°                            |
| 2005–06   | Oberliga Baden-Württemberg | IV     | 3°                            |
| 2006–07   | Oberliga Baden-Württemberg | IV     | 2°                            |
| 2007–08   | Oberliga Baden-Württemberg | IV     | 2° ↑                          |
| 2008–09   | Regionalliga Süd           | IV     | 7°                            |
| 2009–10   | Regionalliga Süd           | IV     | 6°                            |
| 2010–11   | Regionalliga Süd           | IV     | ↓ desistência por insolvência |
| 2011–12   | Oberliga Baden-Württemberg | V      | 1° ↑                          |
| 2012–13   | Regionalliga Südwest (IV)  | IV     | °                             |